# Зугалай
Зугала́й (рос. Зугалай) — село у складі Могойтуйського району Забайкальського краю, Росія. Адміністративний центр та єдиний населений пункт Зугалайського сільського поселення.

## Населення
Населення — 1434 особи (2010; 1552 у 2002).
Національний склад (станом на 2002 рік):
- буряти — 90 %